# Aleksandr Jelenkin
Aleksandr Aleksandrowicz Jelenkin (ros. Александр Александрович Еленкин, ur. 4 września/16 września 1873, zm. 19 września 1942) – rosyjski botanik, lichenolog. W 1897 ukończył studia na Uniwersytecie Warszawskim. Od 1898 do końca życia pracował naukowo w Sankt Petersburgu. 